# Алвес Кардозо, Кристиан Роберто
Кристиан Роберто Алвес Кардозо (порт. Christian Roberto Alves Cardoso; род. 19 декабря 2000, Жундиаи), также известный просто как Кристиан — бразильский футболист, полузащитник клуба «Атлетико Паранаэнсе».

## Биография
Уроженец Жундиаи, Кристиан выступал за молодёжные команды «Униан Белтран» и «Атлетико Паранаэнсе». 23 января 2019 года дебютировал в основном составе «Атлетико Паранаэнсе» в матче Лиги Паранаэнсе против «Каскавела». С апреля по август 2019 год выступал за клуб бразильской Серии C «Жувентуде» на правах аренды. В марте 2020 года подписал новый контракт с «Атлетико Паранаэнсе» до 2024 года с опцией выкупа в размере 60 млн евро для зарубежных клубов и 34 млн бразильских реалов для клубов из Бразилии. 9 августа 2020 года дебютировал в бразильской Серии A в матче против «Форталезы». 15 сентября 2020 года дебютировал в Кубке Либертадорес в матче против боливийского клуба «Хорхе Вильстерманн», отметившись забитым мячом. 29 сентября 2020 года забил свой первый гол в бразильской Серии A в матче против клуба «Баия».
В 2021 году помог своей команде выиграть Южноамериканский кубок, в розыгрыше которого он провёл 11 матчей из 13, забив три гола.

## Титулы и достижения
- Чемпион штата Парана (2): 2019, 2020
- Финалист Кубка Бразилии (1): 2021 (турнир продолжается)
- Обладатель Южноамериканского кубка (1): 2021